# Devant d'autel d'Avià
Le Devant d'autel d'Avià est une pièce maîtresse de l'art roman catalan. Il s'agit de l'antependium original de l'église de Santa Maria d'Avià, dans la comarque de Berguedà, qui est actuellement exposé au musée national d'Art de Catalogne, alors que l'on trouve une réplique dans l'église. La datation est du XIIIe siècle ou antérieur. On ne connaît pas son auteur. Il a été acheté en 1903.
Le devant est peint sur bois, à tempera, avec des dorures et des stucs. Il est divisé en cinq compartiments, le plus important étant celui du centre, qui représente Marie et l'enfant Jésus. Les personnages sont allongés, vêtus à l'orientale et en position frontale, dans le style byzantin.
Les quatre autres scènes représentent : 
- l'Annonciation de l'Ange Gabriel à Marie et la Visitation de Marie à sa cousine Élisabeth ;
- la Nativité ;
- l'Épiphanie qui montre les trois rois mages en route pour Bethléem ;
- la Présentation de Jésus au temple, où il est reconnu par Syméon.

Tant l'encadrement que la séparation des compartiments sont réalisés en gypse doré, imitant un travail d'orfèvrerie.